# Xanthothrix
Xanthothrix é um gênero de traça pertencente à família Arctiidae.